# Two Tickets to Paradise
"Two Tickets to Paradise" é uma canção do cantor de rock norte-americano Eddie Money, que faz parte do seu primeiro álbum Eddie Money, gravado em 1977. Foi lançada como um single e alcançou a 22ª posição na parada Billboard Hot 100.